# Farnam (Nebraska)
Farnam je selo u američkoj saveznoj državi Nebraska. Prema popisu stanovništva iz 2010. u njemu je živjelo 171 stanovnika.